# مجلس التعليم للصحة العامة
مجلس التعليم للصحة العامة (CEPH) هو وكالة مستقلة معترف بها من قبل وزارة التعليم الأمريكية لاعتماد مدارس الصحة العامة وبرامج الصحة العامة المطبقة في أماكن أخرى غير مدارس الصحة العامة. حيث تُعد هذه المدارس والبرامج الطلاب للدخول إلى وظائف مجال الصحة العامة. علمًا بأن الدرجة المهنية الأساسية هي ماجستير في الصحة العامة (M.P.H.) ولكن تقدم غيرها من درجات الماجستير والدكتوراه أيضًا مثل درجة الدكتوراه في الصحة العامة (DrPH).
فهذا المجلس هو مؤسسة خاصة غير ربحية يديرها 10 أعضاء في مجلس إداراتها. وكهيئة مستقلة، يعتبر مجلس الإدارة هو المسؤول الوحيد عن اختيار المعايير التي يتم من خلالها تقييم المدارس والبرامج، لوضع السياسات والإجراءات، ولاتخاذ قرارات الاعتماد ولإدارة مهام الشركة.
توضيح بيان قيم المجلس على النحو التالي:

يعمل مجلس التعليم للصحة العامة على الحفاظ على مصالح الطلاب والجمهور من خلال دعم تنمية مدارس وبرامج الصحة العامة الناجحة. ونقدر ما يلي:
الجودة والابتكار في سير العملية والنتائج
التماسك والإنصاف والشفافية، و
التعاون والتضامن لدعم البيئات الإيجابية في مؤسساتنا الخاصة وفي تلك التي نعتمدها. 

## وصلات خارجية
- الموقع الرسمي
- List of CEPH-Accredited Schools of Public Health and Public Health Programs (30 April 2012)
- Association of Schools of Public Health

‌